# Core
Core, engelska kärna, är träning för mage-, bål- och ryggstabilitet.
Träningen är oftast upplagd som ett pass med lite enklare övningar till att börja med, för att värma upp. Det hela har stort fokus på bålen, det vill säga magen och ryggen, vilket är viktigt för en god hållning och för att orka med övrig styrketräning med rätt teknik. Svårighetsgraden på träningen kan anpassas till individen med varierade övningar och utförande. Under passet uppmanas den tränande att hålla magen spänd för att undvika skador i ryggen, som kan uppkomma vid för grov svank. De flesta övningarna utförs på golvet med en matta och hela passet avslutas med stretching. Övningar som passar in på Core är situps av olika slag, ryggresningar, plankan (hover), utfall med rotation, armhävningar mm.   